# Matteo Guarise

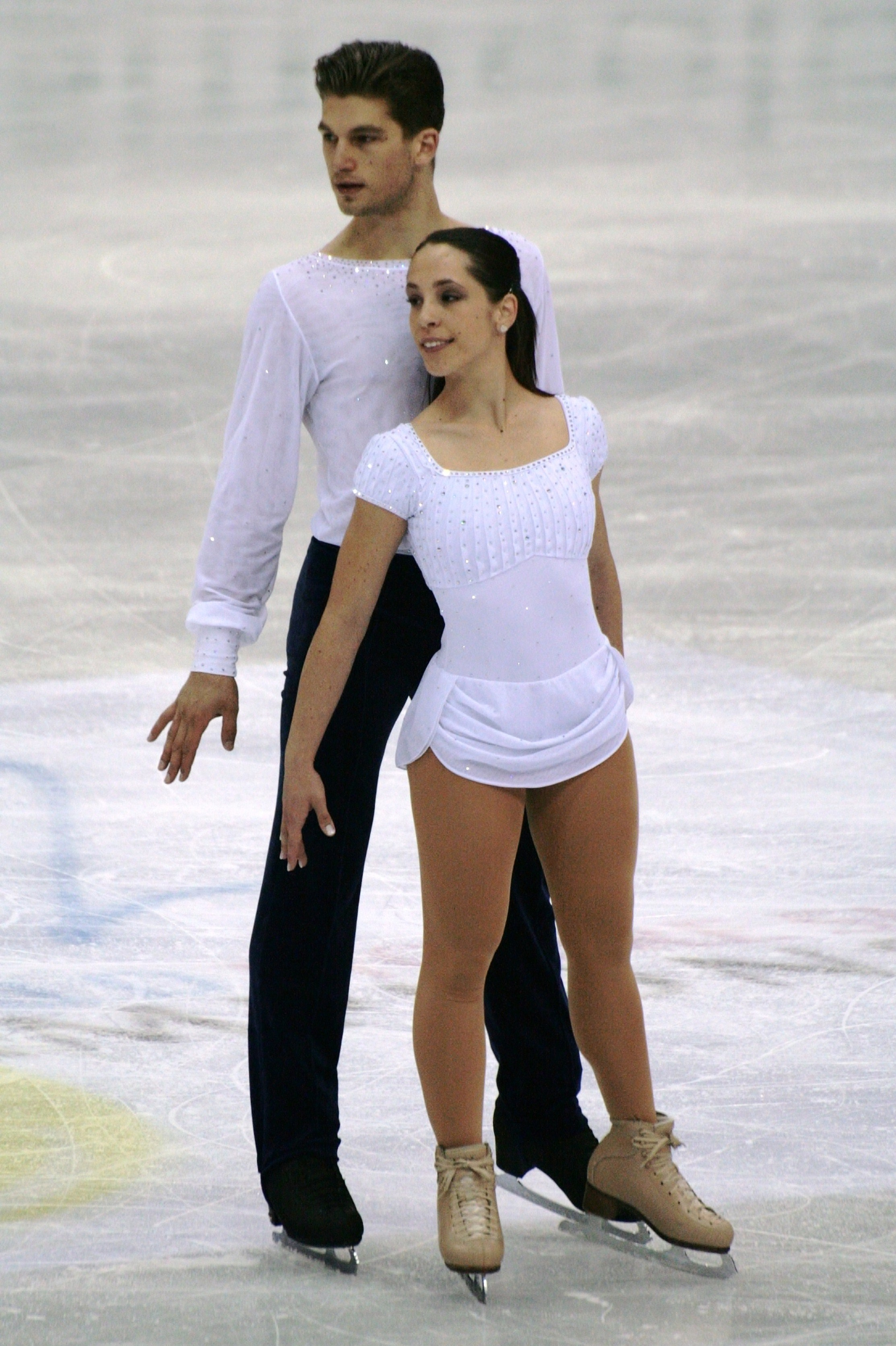
Matteo Guarise zusammen mit Nicole Della Monica bei Eiskunstlauf-Weltmeisterschaften 2012

Matteo Guarise (* 15. September 1988 in Rimini) ist ein italienischer Eiskunstläufer, der im Paarlauf startet.

## Karriere
Guarise war ursprünglich Rollkunstläufer und gewann 2008 mit Sara Venerucci den Weltmeistertitel. 2009 beendete er seine Rollkunstlaufkarriere und zog nach Mailand.
Im Januar 2010 begann Guarise mit dem Eiskunstlauftraining. Im Juni 2010 wurde berichtet, dass er sich mit Elena Yarkhunova zusammengetan hatte und mit ihr unter Trainer Oleg Vasiliev in Sankt Petersburg, Russland und Chicago, Illinois trainierte. Nach dem Ende ihrer Partnerschaft lief er mit Kaela Pflumm und Caitlin Yankowskas Schlittschuh.
Guarise tat sich Ende November 2011 mit Nicole Della Monica zusammen. Sie trainieren hauptsächlich in Zanica. Nach dem Kurzprogramm zogen sie sich von den italienischen Meisterschaften 2012 zurück. Della Monica/Guarise gaben ihr internationales Debüt bei den Bavarian Open 2012, wo sie die Bronzemedaille gewannen. Sie wurden für die Weltmeisterschaften 2012 ausgewählt und belegten den 15. Platz.
Della Monica/Guarise belegten bei den Europameisterschaften 2013 den neunten Platz und bei den Weltmeisterschaften 2013 den 14. Platz, womit sich Italien zwei Startplätze für das Paar-Olympiarennen 2014 sicherte. Außerdem gewannen sie Bronze bei der Winter-Universiade 2013.
Nachdem sie bei den italienischen Meisterschaften 2014 Silber geholt hatten, belegten sie bei den Europameisterschaften 2014 den achten Platz. Della Monica/Guarise wurden zusammen mit den italienischen Meistern Stefania Berton/Ondrej Hotarek als italienisches Paar für die Olympischen Winterspielen 2014 in Sotschi nominiert. Kurz vor dem Wettkampf zog sich Guarise einen Innenmeniskusriss im rechten Knie zu. Das Paar belegte bei den Olympischen Spielen den 16. Platz. Anschließend unterzog er sich einer Knieoperation und nahm ab März das Training wieder auf.